# Ultrasonics
Ultrasonics is een internationaal, aan collegiale toetsing onderworpen wetenschappelijk tijdschrift op het gebied van ultrageluid. Het wordt uitgegeven door Elsevier en verschijnt 8 keer per jaar.